# Panesthia lucanoides
Panesthia lucanoides är en kackerlacksart som först beskrevs av Butler 1882.  Panesthia lucanoides ingår i släktet Panesthia och familjen jättekackerlackor. Inga underarter finns listade i Catalogue of Life.